# ムハンマド・ブン・イドリース・シャーフィイー

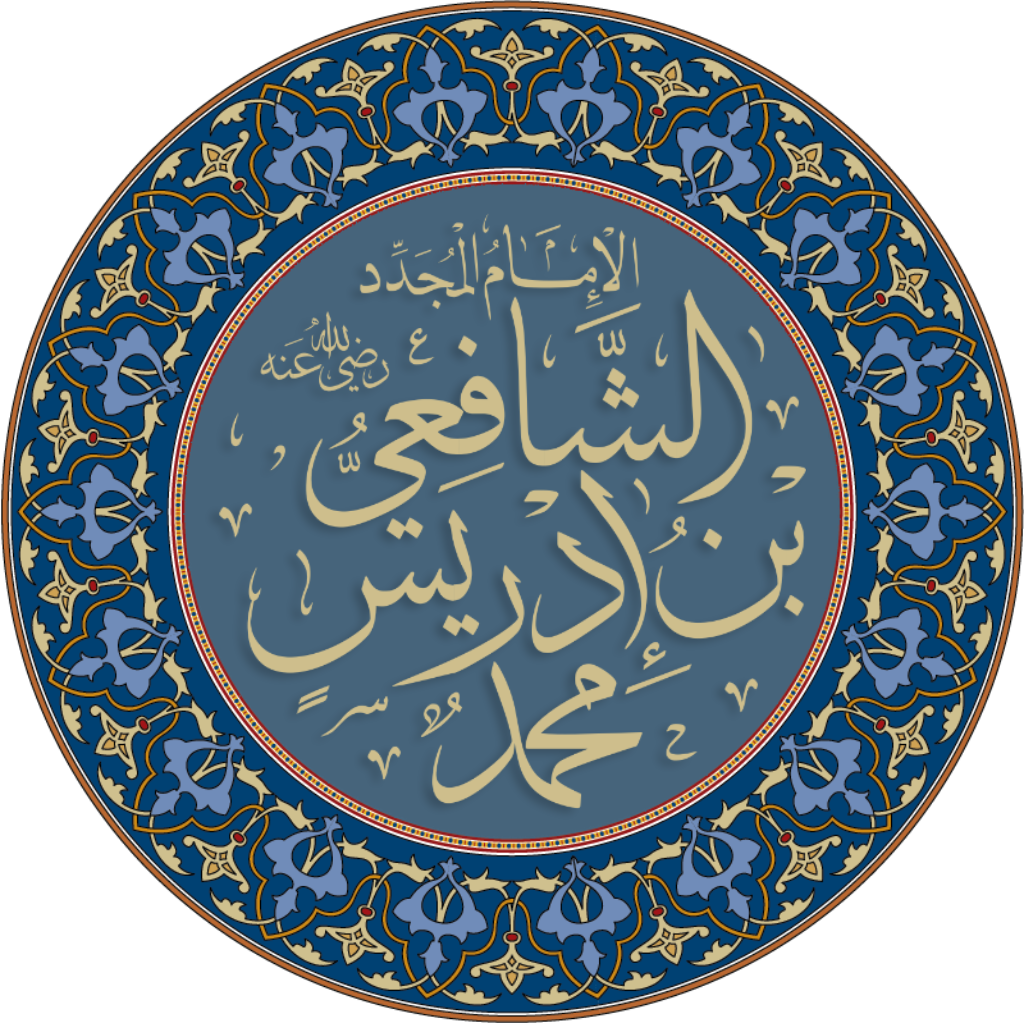
ムハンマド・ブン・イドリース・シャーフィイー

アブー・アブドゥッラー・ムハンマド・ブン・イドリース・シャーフィイー（アラビア語: أبـو عـبـد الله مـحـمـ　بـن إدريـس الـشـافـعيّ, Abū ʿAbdullāh Muhammad b. ʿIdrīs al-Shāfiʿī）は、イスラーム法学者の一人。西暦767年に生まれ820年に没した（ヒジュラ暦150年-204年）。シャーフィイーは、スンナ派法学における四人の偉大なイマームの一人とされ（イマーム・シャーフィイー）、しばしば「シャイフル・イスラーム」（Shaykh al-Islām）と呼ばれる。シャーフィイーの教えの流れを汲む弟子たちは、「シャーフィイー法学派」という法学派（マズハブ）を形成した。

## 導入
シャーフィイーの足跡を正確にたどるのは難しい。ダーウード・ブン・アリー・ザーヒリーがそうしたシャーフィイーの伝記を書いた最初の人物であると言われているが、現代に伝存していない。現伝する最古の伝記は、イブン・アビー・ハーティム・ラーズィーのものであるが、アネクドートを寄せ集めたに過ぎないものであり、しかもその中には荒唐無稽なものも含まれている。その後、ザカリーヤ・ブン・ヤフヤー・サージー（Zakarīyah b. Yahya al-Sājī）により、シャーフィイーの生涯の大まかな流れが記述されたが、それでさえも多数の伝説がすでに入り込んでしまっている。実質的に最も古いシャーフィイーの伝記は11世紀のアフマド・バイハキーが書いたものになる。

## 生涯

### 先祖
シャーフィイーは、クライシュ族に属するクランの一つ、バヌー・ムッタリブ（ムッタリブ家）に属する。このクランは、ムッタリブ・ブン・アブド・マナーフを共通の父系先祖に持つ集団であり、預言者ムハンマドやアッバース朝カリフたちが属すバヌー・ハーシム（ハーシム家）とは、ムッタリブからさらに父系を遡った上の世代に、共通の先祖を持つ関係にある。こうした出自は、シャーフィイーに威信を与えたようである。彼は貧しい育ちながら、社会の上層とのつながりを持った。

### 生い立ち
シャーフィイーは、ヒジュラ暦150年（西暦767年）、ガザにて生まれた。父イドリース・ブン・アッバースは、シャーフィイーが幼い頃にシャーム地方で亡くなり、シャーフィイーは、せっかくのシャリーフの血統が活かされなくなることを恐れた母に連れられて、2歳のときにメッカに移住した。母はイエメンからの移住してきた家系に属していたので、ガザよりもメッカの方が親戚も多く、よりよい暮らしができると考えたと見られる。シャーフィイーがメッカでどのような子ども時代を過ごしていたのか、ほとんど知られていないが、経済的に苦しい環境で育てられたこと、そして、幼い頃から学問に没頭していたことだけはよく知られている。一説によると、シャーフィイーの家は紙を買う余裕がなかったので、シャーフィイーは動物の骨を使って字を書く練習をしたという。シャーフィイーは、当時メッカのムフティーを務めていたムスリム・ブン・ハーリド・ザンジー（Muslim b. Khālid az-Zanjī）という人物に学問を習ったといい、そのためザンジーは「イマーム・シャーフィイーの最初の師」と考えられている。シャーフィイーは7歳までに聖典クルアーンをすべて暗誦できるようになり、10歳のときにマーリク・ブン・アナスの著した『ムワッター（マーリク師の聖訓集）』をすっかり暗記した。その頃には、ザンジー師がいないときには代わりに講義をするよう師に命じられ、15歳のときにはファトワーを出す権限を与えられた。

### イマーム・マーリクの下での修行
シャーフィイーは、マディーナへ行って、さらなる法学的研鑽を積もうと考えた。当時マディーナ遊学は知識を得るためによく行われていたことであった。彼がマディーナへと発った時期については諸説あり、一説では13歳とされるが、別の一説では20歳代の頃の話だという。シャーフィイーはマディーナでマーリク・ブン・アナスに弟子入りして、何年もの間マーリクと共に学んだ。マーリクは弟子の記憶力、知識、知性に舌を巻いた。マーリクが亡くなった頃（179 AH/795 CE）には、シャーフィイーは既に法学者として輝かしい評判を得ていた。シャーフィイーは後に、法学上の諸問題について、マーリクの見解に異を唱えることになるが、それでもマーリクを常に「師匠」と呼んで深い尊敬を示した。

### イエメンの内乱
シャーフィイーは30歳のとき、アッバース朝によりイエメンの町、ナジラーン（現サウジアラビア領）の代官に任ぜられた。シャーフィイーは為政者として公正であることを示したが、まもなく党派争いに巻き込まれ、シーア派の反乱を幇助した廉で西暦803年に逮捕された。シャーフィイーは反乱を起こしたシーア派と共に、鎖につながれたまま、カリフの御座所であるシャーム地方ラッカに呼び出された。一説によれば、このときシャーフィイーは、他の反乱者たちが次々死刑になる中で、滔々と自己を弁護し、ついに教主ハールーン・ラシードに無罪を確信させたという。別の一説によれば、ハナフィー派法学者ムハンマド・シャイバーニーがカリフの宮廷におり、シャーフィイーを聖法の一学徒として有名であるなどと、とりなしたため救われたという。いずれにせよ、この事件がきっかけで、シャーフィイーはシャイバーニーと親しくなり、彼に弟子入りした。また、残りの人生を法学研究に捧げることにシャーフィイーを駆り立て、二度と仕官の道を探そうとしなかったことには、この不運な事件が原因としてあったと考えられている。

### シャイバーニーの下での修行、そしてハナフィー派法学者に対する考え
シャーフィイーはバグダードへ行き、シャイバーニーを含むアブー・ハニーファの弟子たちと共に学んだ。彼らハナフィー派法学者たちとの議論に積極的に参加し、マーリキー派の立場を活発に擁護したのはここ、バグダードでのことであった。シャーフィイーとシャイバーニーは、それぞれの意見の相違を超えて議論に参加したが、決着はつかなかったと言われる。一説によれば、シャーフィイーの議論には何度か異議が申し立てられたもという。これらの説の当否はさておき、彼は西暦804年にバグダードを去り、メッカに戻った。
メッカではマスジド・ハラームにおいて法学の講義を行い、多くの弟子に深い印象を残した。そうした弟子たちの一人にハンバリー法学派の学祖、イブン・ハンバルもいた。シャーフィイーの学説はこなれたものになり始め、彼自身、ハナフィー派法学者の理論に説得力を認め始めた。それと同時に、マーリキー派とハナフィー派の双方に固有の欠点にも気づくようになった。

### バグダードとエジプトへの旅立ち
西暦810年にはシャーフィイーの法学者の名声は独立した一派をなすことが許されるほどに育っていた。当時のカリフ、マアムーンはシャーフィイーをバグダードに呼びよせ、彼にカーディーとなるよう要請した。ところがシャーフィイーはこれを固辞し、その後の814年にはバグダードを去ってエジプトへ行くことにした。シャーフィイーがイラク地方から去った理由ははっきりしていない。しかし、彼のもう一人の師匠、サイイダ・ナフィーサ・ビントル・ハサンと出会ったのがエジプトであるというのは明らかである。サイイダ・ナフィーサはシャーフィイーの学びを経済面で援助した。シャーフィイーの著作は、高弟らが口述で行われた彼の講義を書き取り、後で師の前で読み上げたときに添削を受けて作成されている。後世に残された重要な著作のほとんどが、このエジプトで行われた講義の記録とみられる。

### 晩年

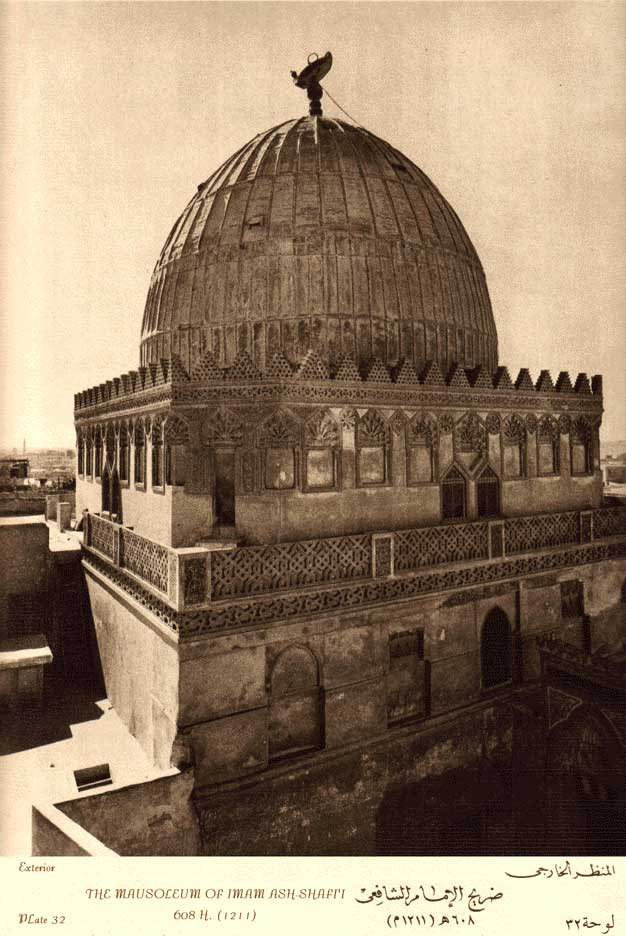
シャーフィイー廟

ヤークートとイブン・ハジャルによると、シャーフィイーはマーリキー派のある男とのいさかいがもとで亡くなったという。フィトヤーンという名のこの男は、シャーフィイーとの議論に負けて分別を失い、暴行に及んだとされる。シャーフィイーと懇意にしていたエジプトの知事が、罪状を書いた厚板を背負わせて市中を練り歩く罰をフィトヤーンに与えたところ、フィトヤーンの仲間がこの仕打ちに逆上した。彼らは報復として、講義を終えたシャーフィイーを待ちかまえて襲撃し、シャーフィイーはこの襲撃で受けた傷により数日後に亡くなったという。しかしながら、シャーフィイーは晩年に深刻な腸の病気を患っていたことも知られており、それが命を縮めたという説もあって、死因について本当のところは判然としない。
シャーフィイーは、ヒジュラ暦204年ラジャブ月30日（西暦820年1月20日）、エジプトのフスタートにて54歳で亡くなった。遺体はムカッタム山近くにあるアブドゥルハカム一族の共同墓地に埋葬された。ヒジュラ暦608年（西暦1212年）にアイユーブ朝のスルターン・カーミル・ムハンマド・ブン・アディールによりクッバ (ドーム) が建てられた。それを中心に発展したシャーフィイー廟は、現在も正義を求める人々による参拝が絶えない。

## レガシー
シャーフィイーは、「人類に開示された典拠」すなわち神の啓示及び預言者の言行と、法に根拠を与える知的営為とを、齟齬なく一致させる学問、「フィクフ」を発展させた。これによりシャリーアが体系化されたため、地域ごとに独立した別々の法体系が成立してしまうよりも前に、全ムスリムの一体化という遺産がもたらされた。四大法学派（マザーヒブ）の学説には幅があるが、それでもシャーフィイーが打ち立てた枠内での揺れに留まる。
上記四大法学派の一つが、シャーフィイーの名を冠することを許されている。当該シャーフィイー法学派は、インドネシア、マレーシア、エジプト、エリトリア、ソマリア、イエメン、スリランカ、南インドといったイスラーム世界の様々な地域にその支持者が広がっている。

### 著作
シャーフィイーの著作は100点以上ある。重要とされる法学書には例えば次のものがあるが、シャーフィイーは雄弁な詩人でもあり、道徳や振る舞いについて詠んだ短い詩をいくつも残している。
- 『リサーラ (シャーフィイー)（英語版）』 - ウスールル・フィクフ（アラビア語版）（法源）について検証した著作。
- 『キターブル・ウンム（英語版）』 - 法学書。
- 『ムスナード・シャーフィイー』（Musnad al-Shafi'i） - ハディース学書。